# Viola Zinková
Viola Zinková (15. června 1925 Praha – 18. října 2017) byla česká herečka, manželka divadelního režiséra Jana Grossmana.

## Život
Absolvovala dramatické oddělení pražské konzervatoře (1946) a čtyři semestry AMU, do svého prvního angažmá nastoupila v Mladé Boleslavi (1948–1949). V letech 1949–1955 působila v brněnském Státním divadle, kde pracoval její tehdejší manžel Jan Grossman jako dramaturg činohry.
Po návratu do Prahy se stala členkou souboru D 34 (1955–1959), rok byla ve svobodném povolání (v tomto období mj. zintenzivnila externí spolupráci s rozhlasem), následně byla angažována do Divadla E. F. Buriana (1960), v němž setrvala až do svého odchodu do důchodu (1988).
Pohostinsky vystupovala na jevištích pražských scén, spolupracovala s filmem, televizí, dabingem i na řadě rozhlasových dramatických projektů. V roce 2001 jí byla udělena Cena Františka Filipovského za celoživotní mistrovství v dabingu. Mezi její nejznámější divadelní a rozhlasové role patří Princezna Pampeliška.
Zemřela dne 18. října 2017 ve věku 92 let. Byla pohřbena na Vinohradském hřbitově.

## Dílo

### Rozhlas
- 1962 Lev Nikolajevič Tolstoj: Plody vzdělanosti 1962, Československý rozhlas, role: Betsy, Zvědincevova dcera, připravil: Sergej Machonin, režie: Jiří Roll.
- 1980 Oscar Wilde: Jak je důležité míti Filipa. Přeložil Jiří Zdeněk Novák. Rozhlasová úprava a dramaturgie Josef Hlavnička. Hudba Jiří Váchal. Režie Miloslav Jareš. Osoby a obsazení: John Worthing (Bořivoj Navrátil), Algernon Moncrieff (Jaroslav Kepka), reverend kanovník doktor teologie Chasuble (Luděk Kopřiva), Merriman, komorník (Artur Šviha), Lane, sluha (Karel Fořt), Lady Bracknellová (Jiřina Petrovická), baronesa Gvendolina Fairfaxová     (Gabriela Vránová), Cecilie Cardewová (Jaroslava Pokorná) a slečna Prismová (Viola Zinková).
- 1998 Oscar Wilde: Bezvýznamná žena, překlad: Jiří Zdeněk Novák, rozhlasová úprava: Josef Hlavnička, dramaturgie: Jarmila Konrádová, režie: Markéta Jahodová. Hráli: Lord Illingworth (Viktor Preiss), Sir John Pontecraft (Svatopluk Beneš), Pan Ketlick, poslanec (Petr Kostka), Gerald Arbuthnot (Pavel Chalupa), Lady Hunstantonová (Viola Zinková), Lady Karolína Pontecraftová (Jaroslava Adamová), Paní Allonbyová (Gabriela Vránová), Slečna Ester Worsleyová (Petra Špalková), Paní Arbuthnotová (Dana Syslová), vypravěč (Josef Červinka), Francis, sluha (Tomáš Racek) a Alice, komorná (Jana Zímová)[8]
- 2002 – Prosper Mérimée: Lokis, pro Český rozhlas (2002) zdramatizovala Martina Drijverová, přeložil Václav Cibula. Hrají: František Němec (prof. Wittenbach), Miroslav Šimůnek (syn Theodor), Bronislav Poloczek (lékař), Boris Rösner (hrabě), Jaroslava Adamová (paní hraběnka), Radoslav Brzobohatý (ruský generál), Klára Sedláčková (neteř Julka, nevěsta), Viola Zinková (čarodějka), Valérie Zawadská (hraběnka matka), režie: Karel Weinlich.
- 2007 Daniela Fischerová: Cesta k pólu, příběh o hledání smyslu života na samém jeho konci. Hudba: Marko Ivanovič, dramaturgie: Martin Velíšek, režie: Hana Kofránková. Hrají: Jiřina Jirásková, Josef Somr, Viola Zinková, Bořivoj Navrátil, Vilma Cibulková, Zdeněk Hess, Miriam Kantorková, Hana Brothánková a Jan Polívka.[9]
- 2007 Alexandre Dumas: Královna Margot, dramatizace: Michal Lázňovský, hráli: Margot (Andrea Elsnerová), Jindřich Navarrský (Michal Zelenka), Karel IX. (Ivan Řezáč), Kateřina Medicejská (Taťjana Medvecká), vévoda de Guise (Martin Písařík), vévoda z Anjou (Aleš Procházka), vévoda z Alenconu (David Novotný), paní de Sauve (Ljuba Krbová), vévodkyně de Nevers (Tereza Bebarová), Gillona (Miroslava Pleštilová), Maurevel (Miroslav Středa), Coligny (Petr Pelzer), chůva Madelon (Viola Zinková), vypravěč (Otakar Brousek); hudba: Petr Mandel, režie: Dimitrij Dudík